# Erich Michalski
Erich Michalski (* 22. März 1918 in Berlin; † 15. März 1988 in Bremerhaven) war ein deutscher Politiker (SPD) aus Bremerhaven und er war Mitglied der Bremischen Bürgerschaft. 

## Leben
Michalski war als Stadtangestellter in Bremerhaven tätig und Mitglied der SPD in Bremerhaven. 
Er war von 1959 bis 1967 und von 1971 bis 1979 für die SPD 16 Jahre lang Mitglied der Bremischen Bürgerschaft und in verschiedenen Deputationen und Ausschüssen der Bürgerschaft tätig. 